# Clan-Kriminalität
Als Clan-Kriminalität wird eine Form der organisierten Kriminalität in Deutschland und Schweden bezeichnet; als örtliche Schwerpunkte gelten Berlin, Bremen, Nordrhein-Westfalen, Niedersachsen, Malmö, Göteborg und Stockholm. In Deutschland werden knapp 0,6 Prozent aller aufgenommenen Straftaten der Clan-Kriminalität zugeordnet, in Berlin 0,2 Prozent. Die Täterkreise gehören Großfamilien und Clans an, die oft aus dem arabischen Kulturkreis stammen.
Kriminelle Clans werden Stand 2020 durch das BKA definiert als ethnisch abgeschottete Subkulturen, die in der Regel patriarchalisch-hierarchisch organisiert sind und einer eigenen Werteordnung folgen. Damit etablierte sich eine Paralleljustiz im Bereich der Clan-Kriminalität.

## Jüngste Geschichte
Viele Clans stammen aus dem türkischen Gebiet um Mardin und gehören zur sozialen Gruppe der Mhallami. In der Türkei fand kein sozialer Aufstieg statt, es gab keinen Wohlstand. In den 1940er Jahren setzte eine wirtschaftlich bedingte Migration in den Libanon ein, wo aber keine soziale und wirtschaftliche Integration stattfand. Die Mhallami lebten in den Slums und Ghettos um Beirut, und obwohl sie eine Arbeitserlaubnis hatten, wurden sie von der Mehrheitsgesellschaft offen abgelehnt und zu Objekten intensiver staatlicher Repression.
Die Entstehung des Phänomens der Clan-Kriminalität in Deutschland geht in die 1980er-Jahre zurück: Infolge des libanesischen Bürgerkriegs emigrierten insbesondere staatenlose arabische und palästinensische Familien nach Deutschland. Da ihnen hier zunächst der Zugang zum Arbeitsmarkt verwehrt blieb und ihre Kinder nicht schulpflichtig waren, förderte dies die Entstehung entsprechender Parallelgesellschaften und deren Delinquenz. Teile der Großfamilien verlegten sich auf illegale Aktivitäten, um ihren Lebensstandard zu heben. Als Tätigkeitsfeld der Clans gelten insbesondere Drogenhandel, Prostitution, Schutzgelderpressung, illegales Glücksspiel, Betrug, Raubüberfälle, Einbrüche und Diebstähle.
Seit der Flüchtlingskrise in Deutschland 2015/2016 begannen Clans nach Aussage von Sebastian Fiedler, Vorsitzender des Bundes Deutscher Kriminalbeamter (BDK), auch Flüchtlinge des syrischen Bürgerkriegs und aus dem Irak für den Drogenverkauf an Endkunden anzuwerben. Fiedler äußerte die Besorgnis, dass auch hier kriminelle Gefüge entstehen, die durch die hohe Zahl der Angeworbenen zum Problem werden könnten.
In einigen Stadtbezirken schikanieren Clan-Angehörige die Nachbarschaft und ganze Straßenzüge. 2020 schrieben die Journalisten Thomas Heise und Claas Meyer-Heuer „Mittlerweile sind sie zu einer echten Bedrohung für die deutsche Zivilgesellschaft geworden“.
Im Jahr 2024 wurde publik, dass ein Clan einen Spitzel in der deutschen Financial Intelligence Unit (FIU, Anti-Geldwäsche-Behörde des Bundesfinanzministeriums) hatte. Im selben Jahr wurde eine Frau, die der Familie Abou-Chaker angehört, bei einem Berliner Finanzamt als Beamtenanwärterin eingestellt.

## Definitionen, Charakteristika
Eine einheitliche Definition des Begriffs „Clan“ existiert nicht, vielmehr haben die Medien den Begriff durchgesetzt. Das LKA NRW hatte Kriterien für einen Clan entwickelt, um eine Zugehörigkeit nach Namen kategorisieren zu können. Dazu gehören:
- Verwandtschaft als Bedingung der Mitgliedschaft
- Segmentäre, hierarchische und patriarchalische Organisation nach Abstammung
- Ablehnung der geltenden Rechtsordnung in Deutschland
- Ideologische Legitimation des kriminellen Handelns durch Abwertung der Opfer
- Paralleljustiz durch eigene Autoritäten (bspw. Friedensrichter)[13]
- Strategische Eheschließungen mit Zwangscharakter
- Nach außen dokumentiertes Machtstreben durch Besetzung des öffentlichen Raums[20] (bspw. durch Hochzeitsautokorsos)[13]

Solche Clanstrukturen tauchen häufiger auf und sind nicht nur auf den arabischen Raum beschränkt. Nicht jede arabischstämmige Großfamilie gehört zu einem Clan, andererseits kann der verwandtschaftliche Kontext aus einer willkürlichen Zuordnung herrühren, die Personen während der Migration selbst vorgenommen haben. Ein Clan umfasst daher oft mehrere hundert Mitglieder, die Zugehörigkeit kann aber nicht zwangsläufig an einem bestimmten Namen festgemacht werden.
Einige Wissenschaftler wiesen auf eine stigmatisierende Verwendung des Begriffs „Clankriminalität“ hin und erklärten, dass staatliche Maßnahmen gegen Clankriminalität vorrangig politisch motiviert seien und sich negativ auf präventive Maßnahmen und auf die Integration von dem nicht kriminell gewordenen Teil in den Familien auswirken würden.
Das Bundeskriminalamt (BKA) definierte 2019 kriminelle Clans als „ethnisch abgeschottete Subkulturen“, die in der Regel patriarchalisch-hierarchisch organisiert sind und einer „eigenen Werteordnung“ folgen. Für das Landeskriminalamt (LKA) Berlin ist der Bereich Clan-Kriminalität „in weiten Teilen von einer arabischstämmigen Community bestehenden Parallelgesellschaft geprägt und geht einher mit einer mangelnden Akzeptanz oder sogar Ablehnung des in Deutschland vorherrschenden Werte- und Normensystems“. Zu den »weitgehend abgeschotteten Gemeinschaften, die sich deutlich von wesentlichen Werten pluralistischer, liberaler Gesellschaftsformen abgrenzt« gehören laut dem BKA auch nach Europa ausgewanderte kriminell auffällige Tschetschenen, die einen »engen Zusammenhalt« aufweisen. Während das BKA bei den tschetschenischen Kriminellen in Europa von Bandenkriminalität spricht, findet diese Differenzierung in den Medien nicht immer statt, da die Kriminellen unter den nach Europa ausgewanderten Tschetschenen, wenn auch nicht untereinander verwandt, so doch aber die Charakteristiken mit arabischen Clans teilen, die Gesetze des Landes nicht anzuerkennen, sondern islamische Gesetze als maßgebend zu betrachten und Paralleljustiz zu begehen.
Nach einer Analyse des Polizeipräsidiums Duisburg aus dem Jahr 2015 sind die aktiven Mitglieder der dortigen Clans männlich, jung und in den Jahren zwischen 1990 und 1998 geboren worden. Sie treten demnach häufig in großen Gruppen auf, um Stärke zu demonstrieren – wegen dieses Phänomens ist polizeiintern auch von einer „Street Corner Society“ die Rede. Laut Polizeipräsidium Duisburg treten die Clan-Mitglieder in der Öffentlichkeit je nach der zahlenmäßigen Stärke ihrer Gruppe beziehungsweise der eingesetzten Polizeibeamten unterschiedlich auf. Je größer die eigene Gruppe und je kleiner die Anzahl der Polizeikräfte, desto unangepasster agierten die Clan-Mitglieder.
Laut einem Lagebild des nordrhein-westfälischen Landeskriminalamts zur organisierten Kriminalität sieht sich die Polizei in Bezug auf die sogenannte Clan-Kriminalität mit kriminellen, ethnisch abgeschotteten Gruppierungen insbesondere im Bereich der Rauschgift-, Gewalt- und der Straßenkriminalität konfrontiert. Sie treffe im Einsatzgeschehen häufig auf Respektlosigkeit und ein erhebliches Aggressionspotenzial, welches in gewalttätige Angriffe auf Polizeibeamte eskalieren kann. Laut dem Landeskriminalamt üben vor allem als Problemstadtteile geltende Viertel mit hoher Arbeitslosigkeit und niedrigen Mieten wie in Essen-Altenessen oder Duisburg-Marxloh eine hohe Anziehungskraft auf Clan-Angehörige aus. Neben illegalen Aktivitäten würden sich die Großfamilien auch durch legale Quellen wie den Verkauf und die Vermietung von Pkw, Schlüsseldienste sowie Sozialleistungen finanzieren. Seit 2018 setzt die Polizei dem „Eroberungsgedanken“ der Clans, der „vor allem durch Gewalt und Grenzüberschreitungen geprägt“ sei, eine Strategie der „1000 Nadelstiche“ entgegen. Dabei würden bei Einsätzen mehr Kräfte geschickt und Kontrollen und Razzien von Hundertschaften durchgeführt. Ein Sprecher des Bundes Deutscher Kriminalbeamter behauptete, dass „kurdisch-libanesische“ Clans zunehmend versuchten, Ausländerämter, Zulassungsstellen oder Jobcenter zu unterwandern und durch Schmiergelder Einfluss auf die öffentliche Verwaltung zu nehmen, konnte seine These aber nur mit Beispielen aus der italienischen ’Ndrangheta belegen. Es wird daher gefordert, spezielle Strafkammern mit spezialisierten Richtern zu etablieren, die etwa die Familienstrukturen der Clans kennen und das komplizierte Personengeflecht durchblicken, aber auch mit „dem Umstand, dass viele kurdisch-libanesische Sippen Dutzende unterschiedliche Namen“ führen, vertraut sind.
Viele Clan-Mitglieder verfügen nach Polizeiangaben nur über ein geringes Bildungsniveau und besitzen keinen Schulabschluss. Als charakteristisch wird auch ein gewisses Imponiergehabe der Clan-Mitglieder bezeichnet, das ein Beamter des Landeskriminalamts wie folgt beschreibt: „Sie stellen ihre Besitztümer gern öffentlich zur Schau: Man zeigt und ist, was man hat.“ Auch Shisha-Bars, die häufig für Geldwäsche und den Verkauf von unversteuertem Tabak genutzt würden, spielen demnach eine Rolle. Der nordrhein-westfälische Innenminister Herbert Reul erklärte, „dass das Umfeld dieser Bars in Nordrhein-Westfalen der Boden für Clan-Kriminalität ist“. Das Bundeskriminalamt schätzt das Personenpotenzial der Clans im Jahr 2015 auf bis zu 200.000 Familienmitglieder, die zu Großfamilien mit türkisch-libanesischem Hintergrund gehören. Jedoch sind bei weitem nicht alle davon kriminell auffällig.

## Regionale Verbreitung
Kriminelle Großfamilien siedeln sich vor allem in Ballungszentren an. Als besonders betroffen gilt Berlin, wo die Polizei von 15 bis 20 entsprechenden Clan-Gruppierungen ausgeht, wozu auch der bekannte Abou-Chaker-Clan und die Rammo oder Remmo(s) zählen. In der Hauptstadt wird mindestens ein Fünftel der organisierten Kriminalität Clan-Strukturen zugerechnet.
Als Schwerpunkte der Clan-Kriminalität in Deutschland gelten Nordrhein-Westfalen, Niedersachsen sowie die Stadtstaaten Berlin (Clan-Kriminalität in Berlin) und Bremen. Viele Täter gehören einem Clan oder großen Familie an, der oder die ursprünglich aus Kleinasien und der Arabischen Welt stammen.
Im deutschsprachigen Raum sind Stand 2018 unter anderem Mitglieder des Abou-Chaker-Clans, des Miri-Clans, des Remmo-Clans und der Al-Zein-Großfamilie kriminell auffällig geworden.

### Nordrhein-Westfalen
In NRW ist das Phänomen vor allem im Ruhrgebiet und dort in Städten wie Duisburg, Essen, Dortmund und Gelsenkirchen verbreitet.
In Nordrhein-Westfalen wurden bis Anfang 2019 rund 100 verschiedene kriminelle Clans dokumentiert. Zwischen 2016 und 2018 registrierte die Polizei in NRW mehr als 14.225 Straftaten mit rund 6449 tatverdächtigen Clanmitgliedern. Von den 6400 Tatverdächtigen sind 360 Intensivtäter für ein Drittel aller Straftaten verantwortlich. Jeder fünfte Verdächtige war weiblich. Unter den 14.225 Straftaten waren 26 Tötungsdelikte oder versuchte Tötungsdelikte, 5600 Gewaltdelikte, 2600 Betrugsfälle, 2600 Eigentumsdelikte und 1000 Drogendelikte. Von den tatverdächtigen Clanmitgliedern leben 1227 in Essen, 648 im Kreis Recklinghausen, 570 in Gelsenkirchen, 402 in Duisburg, 399 in Dortmund und 378 in Bochum. Von Sommer 2018 bis Januar 2019 wurden in NRW über 100 Razzien durchgeführt. In dieser Zeit durchsuchte die Polizei mehr als 1000 Gebäude. Es kam zu über 100 Festnahmen und zur Schließung von 60 Shisha-Bars.
Im Mai 2019 wurde in NRW das bundesweit erste Lagebild zur Clan-Kriminalität von NRW-Innenminister Herbert Reul vorgestellt. Unter den von 2016 bis 2018 festgestellten rund 14.000 Straftaten mit Clan-Hintergrund waren 26 versuchte und vollstreckte Tötungsdelikte. Rund 30 Prozent der erfassten Straftaten wurden zehn Clans zugeordnet. 36 Prozent der Verdächtigen mit Clan-Hintergrund sind deutsche Staatsbürger (mit Migrationshintergrund), 31 Prozent Libanesen, 15 Prozent Türken und 13 Prozent Syrer. Stand 2023 gibt es in NRW 4000 Tatverdächtige aus dem Clanmileu, davon sind 750 minderjährig.

### Niedersachsen
In Niedersachsen sind 13 Städte bekannt, in denen sich Angehörige von Großfamilien niedergelassen haben.

### Weitere Bundesländer
In Baden-Württemberg, Sachsen, Hamburg und dem Saarland war Clan-Kriminalität Stand 2015 weniger ausgeprägt, die Protagonisten stammen zudem zumeist nicht aus dem arabischen Bereich, sondern vom Balkan oder aus Osteuropa. Die Angaben dazu, in welchen Bundesländern bereits Clan-Aktivitäten bekannt geworden sind, widersprechen sich teilweise gegenseitig. Mit Stand Dezember 2015 seien in Bayern, Schleswig-Holstein, Brandenburg, Thüringen, Sachsen-Anhalt und Mecklenburg-Vorpommern keine Vorfälle von Clankriminalität bekannt. Dabei hält sich in Sachsen-Anhalt bereits seit 2002 eine syrische Großfamilie auf, die in der Stadt Naumburg ansässig ist und dort mehrere Shishabars betreibt. Die Familie sorgte 2017 bundesweit für Schlagzeilen, nachdem Familienmitglieder des syrischen Klans ein Naumburger Polizeirevier gestürmt und Polizisten sowie deren Familienangehörige mit dem Tode bedroht hatten.

## Aufsehenerregende Straftaten
Spektakuläre kriminelle Aktivitäten durch Clan-Angehörige sind Anlass für überregionale und internationale Berichterstattung. In Berlin sorgten unter anderem für Aufsehen:
- 2003 die Erschießung des SEK-Beamten Roland Krüger durch ein Clan-Mitglied in Berlin-Neukölln. Krüger und sein Team sollten nach einer Messerstecherei in einer Discothek einen Clan-Angehörigen festnehmen, dieser eröffnete jedoch das Feuer und verletzte Krüger tödlich.[45][46]
- 2010 ein Überfall auf ein Pokerturnier im Hyatt-Hotel am Potsdamer Platz in Berlin.
- 2014 ein Raubüberfall auf die Schmuckabteilung des Kaufhaus des Westens in Berlin.
- 2017 der Diebstahl einer Goldmünze im Wert von rund 3,75 Millionen Euro aus dem Bode-Museum in Berlin, siehe Remmo-Clan#Einbruchdiebstahl ins Bode-Museum im Jahr 2017.[12][47]
- 2018 der Überfall auf einen Geldtransporter in Berlin-Mitte, der mit Clan-Kriminalität in Verbindung gebracht wird. Hierbei nahmen die Täter einen verfolgenden Streifenwagen mit einem automatischen Sturmgewehr vom Typ Kalaschnikow unter Beschuss und zwangen ihn zum Abbrechen der Verfolgung.[48]
- 2019 der Diebstahl eines Kunstwerks aus Gold aus der Grundschule am Fuchsberg in Berlin.[49]
- 2019 der Juwelendiebstahl im Dresdner Grünen Gewölbe.
- 2021 ein Überfall auf einen Geldtransporter auf dem Kurfürstendamm in Berlin, siehe Remmo-Clan#Überfall auf Geldtransporter im Jahr 2021.

## Schweden
Der Al-Zein-Clan und die Familie Ali Khan und der Fakhro-Clan sind auch in Schweden kriminell aktiv.

## Maßnahmen des Staates
Den Kampf gegen kriminelle Familienclans erwähnt das Bundeskriminalamt seit Mai 2019 auch in seinen Bundeslagebildern. Im Rahmen einer Null-Toleranz-Strategie werden auch kleinere Vergehen verfolgt, wobei durch Ermittlungsmaßnahmen sowie Durchsuchungen schwerwiegendere Straftaten aufgedeckt werden sollen. Diskutiert wurde in Berlin auch der Vorschlag, Kinder aus kriminellen Großfamilien zu nehmen und diesen so den Nachwuchs zu entziehen. In Niedersachsen ist seit dem 1. März 2018 eine Landesrahmenkonzeption zur Bekämpfung krimineller Clanstrukturen in Kraft. Zudem existiert seit dem 1. Juli 2017 bundesweit, mit dem Gesetz zur Reform der strafrechtlichen Vermögensabschöpfung, die Möglichkeit, Vermögen aus Straftaten einzuziehen. Am 20. Juli 2018 beschlagnahmte die Polizei in Berlin aufgrund dieser neuen Gesetzeslage 77 Immobilien im Wert von 10 Millionen Euro, die dem Berliner Remmo-Clan zugerechnet werden.
In Berlin gab es im Jahr 2019 insgesamt 382 Polizeieinsätze gegen Clankriminalität und damit im Durchschnitt täglich etwa einen Einsatz. Insgesamt gingen fast 1000 Strafanzeigen und mehr als 5900 Anzeigen zu Ordnungswidrigkeiten ein. Kontrolliert wurden mehr als 700 Objekte, darunter rund 300 Cafés und Bars, fast 200 Shishabars sowie Wettbüros, Spielstätten, Barbershops und Juweliere. Beschlagnahmt wurden nahezu 35.000 Euro aus Drogengeschäften, etwa 970 Verkaufseinheiten Betäubungsmittel, mehr als 30.000 unversteuerte Zigaretten, rund 550 Kilo unversteuerter Wasserpfeifentabak, 104 Waffen sowie 123 Autos und 2 Motorräder.
Eine 2020 durch die Senatsverwaltung für Wirtschaft, Energie und Betriebe (SenWiEnBe) in Auftrag gegebene, interne Studie der Hochschule für Wirtschaft und Recht Berlin (HWR) wirft Fragen um Defizite sowie die Recht- und Verhältnismäßigkeit des behördlichen Vorgehens auf. Nach Aussagen von Mitarbeitenden der Gewerbeaufsicht und des Landeskriminalamtes (LKA) stelle das Vorgehen „migrantisierte Kleinbetriebe unter Generalverdacht“, bevor sich dieser im Einzelfall profund erhärtet habe. Die Studie legt zudem nahe, dass die medienwirksamen Maßnahmen wesentlich durch politischen Druck und weniger durch Ergebnisse motiviert seien, während andere Betriebe aufgrund der Personalbindung „gar nicht überwacht“ würden.
In NRW gibt es ein Aussteigerprogramm namens „Kurve kriegen“ für Clan-Mitglieder. In NRW fanden von 2018 bis 2023 insgesamt etwa 2500 Kontrollen von Clan-Mitgliedern statt. Das in jener Zeit beschlagnahmte Vermögen beziffert das Land NRW auf 20 Millionen Euro.

## Rezeption und Kritik
Der Begriff der Clan-Kriminalität ist politisch stark aufgeladen und auch wissenschaftlich wegen seiner Unschärfe umstritten. So bezeichnen Thomas Feltes und Felix Rauls die „Auseinandersetzung mit dem Thema […] ohne eine verlässliche Definition“ als pseudowissenschaftlich und Phänomen der German Angst, wodurch es „immer wieder zu (bewusst oder unbewusst) falschen Erfassungen von Straftaten“ komme. Dies sei die Stigmatisierung einer ganzen Bevölkerungsgruppe und habe das Potential, „mittel- bis langfristig ein Legitimationsverlust polizeilichen Handelns und eine Schwächung der Akzeptanz der Strafverfolgungsorgane insgesamt“ zu bewirken. Andere kritisieren, der Begriff stelle damit unbeteiligte Angehörige von Straffälligen unter Generalverdacht, was Entwicklungschancen im rechtstreuen Rahmen einschränken könne. Toralf Nöding problematisierte am Begriff mögliche Verstöße gegen rechtsstaatliche Prinzipien. Die polizeiliche Berufsvereinigung PolizeiGrün lehnt den Begriff deshalb ab.
Laut dem Ethnologen Thomas Zitelmann (Freie Universität Berlin) existierten auch in kriminellen Vereinigungen auf nicht real existierenden Verwandtschaftsverhältnissen beruhende Gründungsmythen, „ohne dass es dafür eine wissenschaftliche Begründung gebe“. Dorothee Dienstbühl (Hochschule für Polizei und öffentliche Verwaltung NRW) bezeichnet Clan-Kriminalität als „hochgradig komplexes Phänomen, dem sowohl repressiv als auch präventiv auf den unterschiedlichsten Ebenen begegnet werden muss“. Kilian Wegner (Europa-Universität Viadrina) kritisiert Clankriminalität als Kampfbegriff, der in keinster Weise zur Zurückdrängung krimineller Strukturen beitrage. Auch existiere keine Erfassung „deutschstämmiger Clans“ durch das BKA, obwohl in diesem Fall zahlreiche Tätergruppen dessen vage Definition erfüllten. Zudem existierten verschiedene Rechtskonstrukte, die die unter dem Begriff subsumierten Phänomene angemessener beschrieben.
Der Politikwissenschaftler Mahmoud Jaraba, der in einer Feldstudie Mitglieder der „Clans“ befragte, stellt fest, dass sich der Begriff Clan-Kriminalität nicht nur auf Phänomene der Organisierten Kriminalität, sondern aller Vergehen bezieht, die von Personen mit entsprechenden „Clan“-Namen begangen werden, wie Beförderungserschleichung und Verstoß gegen die Corona-Schutzmaßnahmen. Die eigentliche familienbasierte Kriminalität findet Jaraba zufolge nicht auf der Ebene des „Clans“, sondern eines „Sub-Sub-Clans“ (arabisch بيت bayt ‚Haus(-halt)‘) statt, aus dem Mitglieder für die Kriminalität rekrutiert werden. Die meisten Mitglieder der „Clans“ würden „vom Staat fordern, konsequent gegen diese Personen vorzugehen – aber eben auch nur gegen diese und nicht gegen die gesamte Familie.“ Allerdings fehle Vertrauen in staatliche Institutionen und die Vorstellung, Polizei und Justiz seien gegenüber diesen Mitgliedern, unter anderem auf Grund der Stigmatisierung und Diskriminierung des gesamten „Clans“, voreingenommen.
Im Zuge der Maskenaffäre polemisierte Fabio De Masi die Handlungen von Abgeordneten der Unionsfraktion im Bundestag als „legale Clan-Kriminalität“. Ende 2023 bezeichnete die sich für Vermögenssteuer einsetzende Initiative Wer Hat Der Gibt den Lobbyverband Die Familienunternehmer als „hochgefährliches Kartell“, das Clankriminalität durch Gewinnabschöpfung betreibe.

## Dokumentationen (Auswahl)
- Mohamed Chahrour, Marcus Staiger (Rundfunk Berlin-Brandenburg, ARD) Podcast 2021: „Clanland“
- Die Welt der Clans – Verbrechen, Macht und Ehre. TV−Dokumentation in HD von Roman Lehberger, Thomas Heise und Claas Meyer-Heuer; ZDF/Zdfinfo 2019.
- Thomas Heise, Claas Meyer-Heuer (Spiegel TV):
  - 2020: Die Macht der Clans.[72]
  - 2018: Die Immobiliengeschäfte arabischer Clans. (27:34 Minuten)
  - 2018: „Meine Familie und meine Eier sind das Gleiche“ – Innenansichten einer arabischen Großfamilie: Die Familie Rammo ist eine der mächtigsten arabischen Großfamilien Berlins. (zwei Folgen)
  - 2016: Arabische Clans in Berlin. (53:20 Minuten)
- Doris Liebscher: Clans statt Rassen – Modernisierungen des Rassismus als Herausforderungen für das Recht. In: Kritische Justiz. Seite 529–542.
- Olaf Sundermeyer: Die Clans – Arabische Großfamilien in Deutschland. Rundfunk Berlin-Brandenburg, Deutschland 2018 (27:55 Minuten).

## Spielfilme und Serien
- Gegen die Angst. Film von Andreas Herzog, im ZDF 2019.
- Dogs of Berlin. Dramaserie von Christian Alvart auf Netflix 2018.
- Asphaltgorillas. Kinofilm von Detlev Buck, 2018
- 4 Blocks Dramaserie von Marvin Kren, Oliver Hirschbiegel und Özgür Yıldırım auf TNT Serie 2017–2019.